# Le Lieu
Le Lieu (toponimo francese) è un comune svizzero di 873 abitanti del Canton Vaud, nel distretto del Jura-Nord vaudois.

## Geografia fisica
Le Lieu si affaccia sul lago di Joux.

## Monumenti e luoghi d'interesse

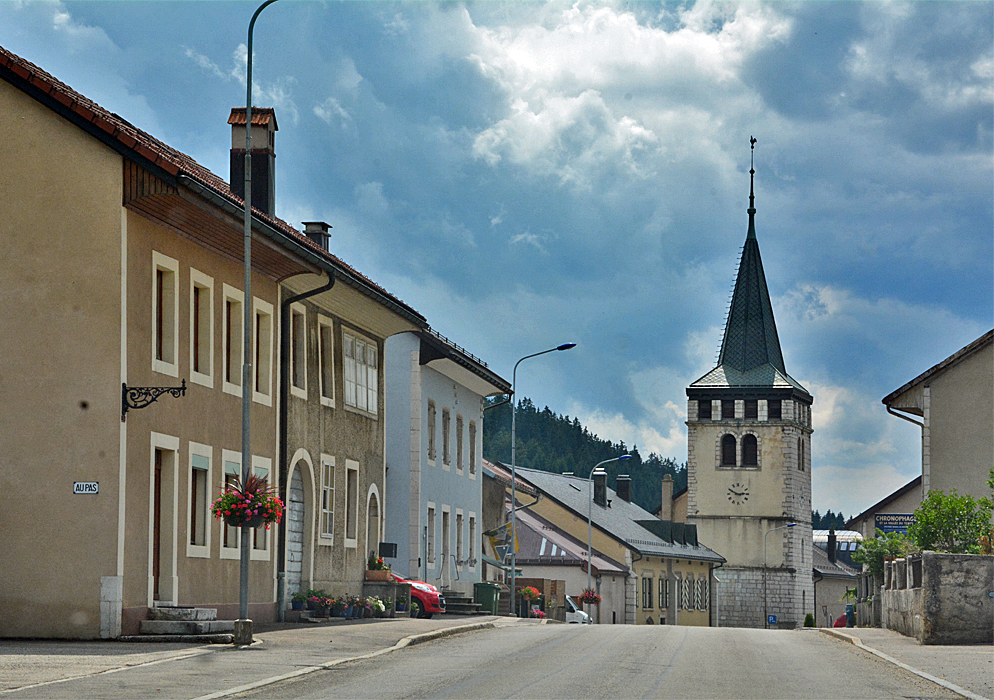
La chiesa di San Teodulo

- Chiesa riformata di San Teodulo, eretta nel 1416[3].

## Società

### Evoluzione demografica
L'evoluzione demografica è riportata nella seguente tabella:
Abitanti censiti

## Infrastrutture e trasporti
Le Lieu è servito dall'omonima stazione, lungo la ferrovia Pont-Brassus.

## Amministrazione
Ogni famiglia originaria del luogo fa parte del cosiddetto comune patriziale e ha la responsabilità della manutenzione di ogni bene ricadente all'interno dei confini del comune.